# سیارک ۴۴۶۹
سیارک ۴۴۶۹ (به انگلیسی: 4469 Utting، نامگذاری:1978PS4) چهار هزار و چهارصد و شصت و نهمین سیارک کشف شده‌است که در ۱ اوت ۱۹۷۸ کشف شد.
قدر مطلق سیارک برابر ۱۳٫۸۰ است.